# مراسم سنجاق‌زنی

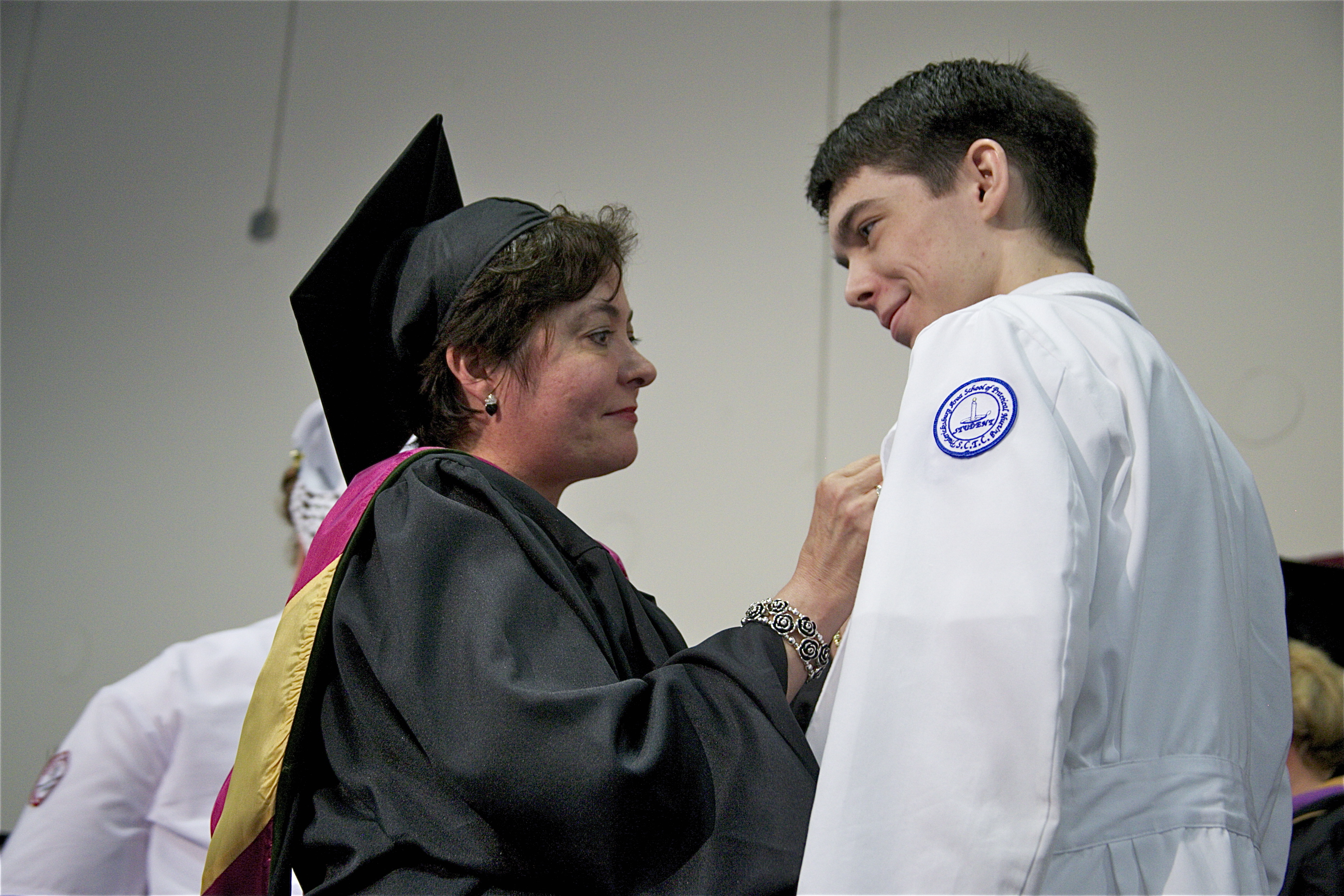
مراسم سنجاق‌زنی در اس.سی.تی.اس. مدرسه حرفه‌ای پرستاری، سامرست، پنسیلوانیا، ۲۰۱۲

مراسم سنجاق‌زنی (به انگلیسی: pinning ceremony) یک استقبال نمادین از پرستاران تازه فارغ‌التحصیل شده یا به زودی فارغ‌التحصیل شده در حرفه پرستاری است.
تاریخچه این مراسم به جنگ‌های صلیبی در قرن دوازدهم برمی گردد و ملکه ویکتوریا به فلورانس نایتینگل به خاطر خدماتش به عنوان پرستار نظامی در طول جنگ کریمه نشان صلیب سرخ سلطنتی را اعطا کرد. در سال ۱۹۱۶، مراسم سنجاق‌زنی در هر دو کشور انگلستان و ایالات متحده تبدیل به یک سنت ثابت شده بود، اگرچه در دهه ۲۰۱۰، بسیاری از مدارس پرستاری در ایالات متحده آنها را لغو کردند.
در مراسم سنجاق‌زنی، پین‌های پرستاری توسط اساتید دانشکده پرستاری یا شخصی که برایشان مهم است به پرستاران اهدا می‌شود.
مراسم سنجاق‌زنی به معنای فارغ‌التحصیلی نیست، زیرا به معنای تکمیل تمام معیارهای لازم برای دریافت مدرک پرستاری نیست. از لحاظ تاریخی، یک سنجاق پرستاری نماد یک پرستار تحصیل کرده‌است که آماده است تا به عنوان یک متخصص مراقبت‌های بهداشتی به جامعه خدمت کند.

## تاریخچه

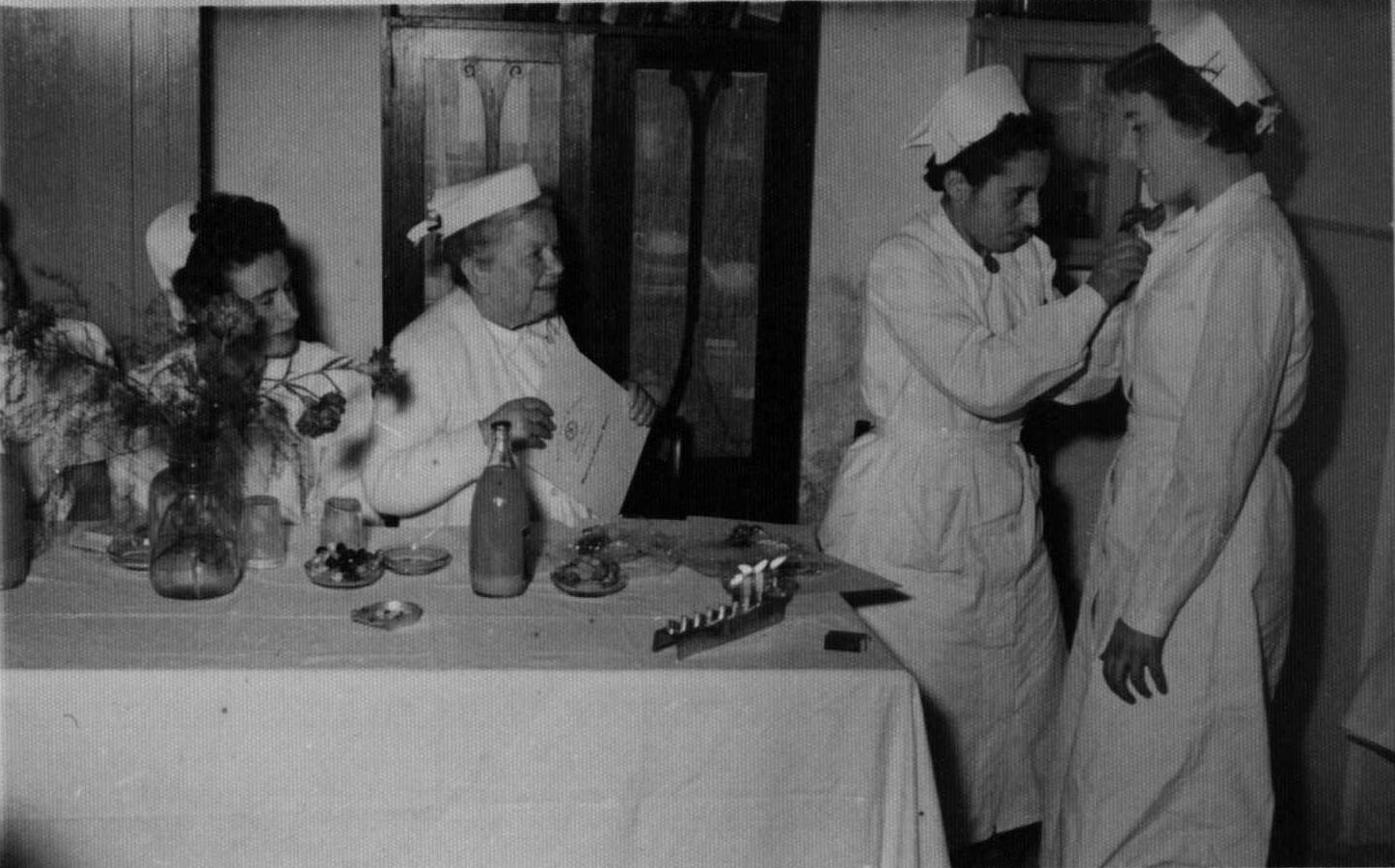
یک فارغ‌التحصیل دانشکده پرستاری حدوداً در سال ۱۹۵۴، سنجاق پرستاری را دریافت می‌کند.

تاریخچه پین‌های پرستاری به جنگ‌های صلیبی در قرن دوازدهم برمی گردد. راهبانی که از شوالیه‌های صلیبی مجروح و بیمار مراقبت می‌کردند، یک صلیب مالتی دریافت می‌کردند که به عنوان اولین شکل نشانی که برای پرستاری داده شده‌است، در نظر گرفته می‌شود.
پس از جنگ کریمه، ملکه ویکتوریا به فلورانس نایتینگل نشان صلیب سرخ سلطنتی را به خاطر خدماتش به عنوان پرستار نظامی در طول جنگ اعطا کرد.
در ابتدا، فقط پرستارانی که نمرات استثنایی می‌گرفتند، پین‌های پرستاری را دریافت می‌کردند، اما به مرور مراسم سنجاق‌گذاری شامل همه پرستاران شد.
مدرسه پرستاری نایتینگل در بیمارستان سنت توماس لندن نشانی با صلیب مالتی ساخت که به پرستارانی که تحصیلات خود را به پایان رساندند اعطا می‌کرد. اولین مراسم سنجاق‌زنی در ایالات متحده در بیمارستان بلویو شهر نیویورک در سال ۱۸۸۰ انجام شد. در سال ۱۹۱۶، مراسم سنجاق‌زدن که در آن به تمام فارغ التحصیلان پین پرستاری اعطا می‌شد به یک سنت ثابت در بریتانیا و ایالات متحده تبدیل شد.
در دهه ۲۰۱۰، بسیاری از دانشکده‌های پرستاری در ایالات متحده، مراسم سنجاق‌زنی خود را لغو کردند و اغلب آنها را از مد افتاده و غیر ضروری می‌دانستند. سایر دانشکده‌های پرستاری مراسم‌هایی را برگزار می‌کنند که کاملاً توسط دانشجویان برنامه‌ریزی می‌شوند.

## مراسم
پرستاران اغلب سنجاق‌های خود را به شخصی تقدیم می‌کنند که تأثیر قابل توجهی در زندگی آنها داشته‌است.

## سمبولیسم

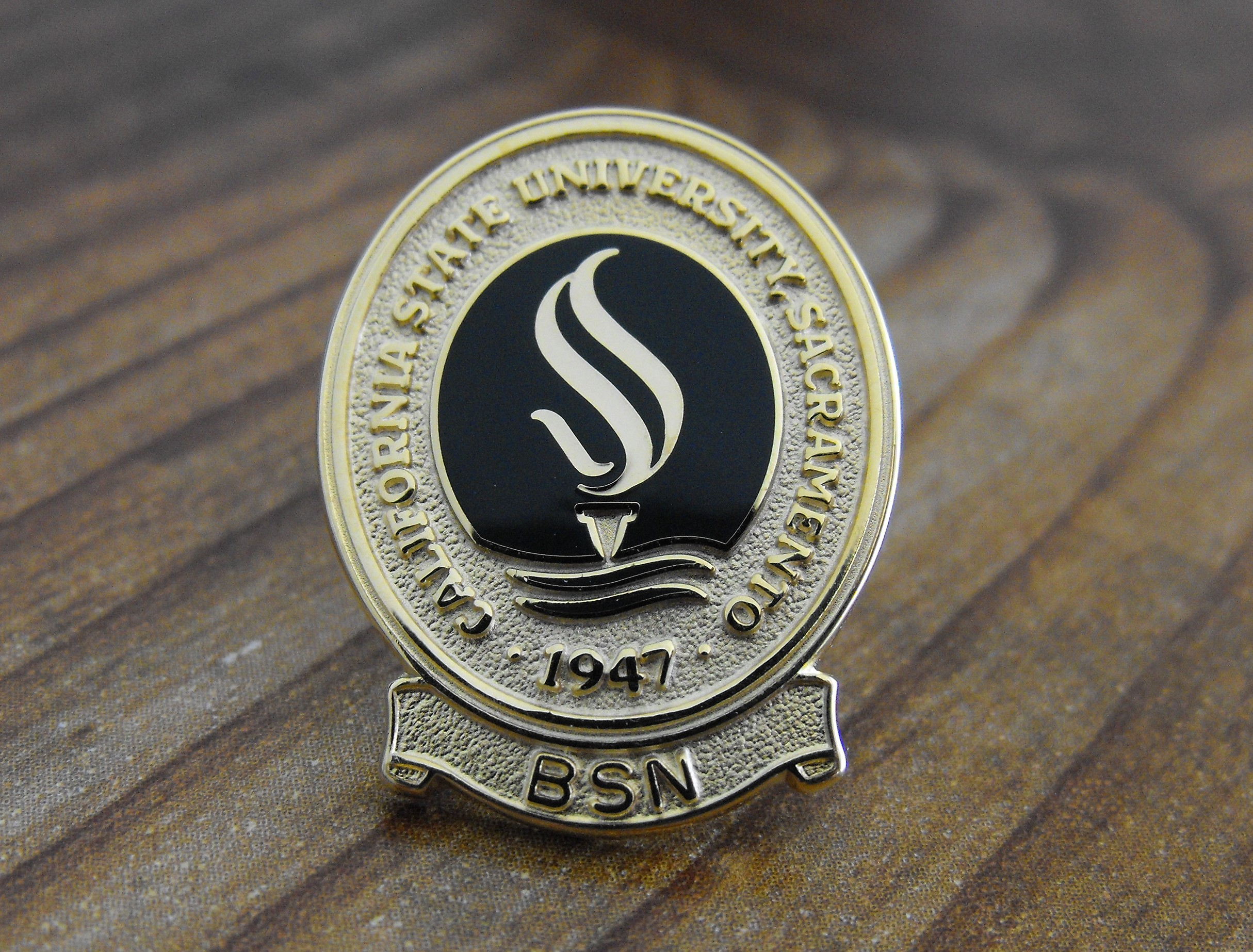
یک سنجاق پرستاری از دانشگاه ایالتی کالیفرنیا، ساکرامنتو

مراسم سنجاق‌زنی یک استقبال نمادین از پرستاران تازه فارغ‌التحصیل شده یا به زودی فارغ‌التحصیل شده در حرفه پرستاری است. این مراسم فارغ‌التحصیلی نیست، زیرا به معنای تکمیل تمام معیارهای لازم برای دریافت مدرک پرستاری نیست. در برخی از دانشکده‌های پرستاری، مراسم سنجاق‌زنی چند هفته قبل از جشن فارغ‌التحصیلی برگزار می‌شود.
از لحاظ تاریخی، یک سنجاق پرستاری نماد یک پرستار تحصیل کرده‌است که آماده است تا به عنوان یک متخصص مراقبت‌های بهداشتی به جامعه خدمت کند. به‌طور معمول، هر دانشکده پرستاری پین منحصر به فرد خود را طراحی و اعطا می‌کند.